# Sonerila arnottiana
Sonerila arnottiana är en tvåhjärtbladig växtart som beskrevs av George Henry Kendrick Thwaites. Sonerila arnottiana ingår i släktet Sonerila och familjen Melastomataceae. Inga underarter finns listade i Catalogue of Life.